# گادفال
گادفال (انگلیسی: Godfall) یک بازی نقش‌آفرینی اکشن است که توسط کنترپلی گیمز توسعه یافته و توسط گیربکس سافتور در ۱۲ نوامبر ۲۰۲۰ برای پلی‌استیشن ۵ ، مایکروسافت ویندوز و برای پلی استیشن ۴ در ۱۰ آگوست ۲۰۲۱ منتشر شد.همچنین نسخه Godfall:ultimate edition با تمامی محتوا های قابل دانلود در ۲۲ آوریل ۲۰۲۲ برای پلی استیشن ۴،پلی استیشن ۵،ویندوز،ایکس باکس وان و ایکس باکس سری ایکس و اس منتشر شد.این اولین بازی تأیید شده برای انتشار در پلی‌استیشن ۵ است.